# Paolo Caronni
Pour les articles homonymes, voir Caronni.
Paolo Caronni, né à Monza le 12 mars 1779 et mort à Milan le 3 mars 1842, est un graveur italien du XIXe siècle.

## Biographie
Paolo Caronni fut l'élève de Giuseppe Longhi.

## Œuvres
- Vision d'Ezekiel d'après Raphaël (1825)
- Alexandre et Darius (1818)
- Vénus allaitant  Cupidon enfant d'après Parmigianino
- Vénus volant l'arc de  Cupidon d'après Procaccini
- Vierge à l'Enfant d'après Sassoferrato
- Le Triomphe de  David d'après Domenichino
- Portrait de Raffaelo Morghen